# И (паровоз)
Паровоз И (заводской тип 112) — российский пассажирский паровоз типа 1-4-0, выпускавшийся Коломенским заводом с 1909 по 1911 гг. Был создан специально для Московско-Казанской железной дороги, на которой к тому времени применялись лёгкие пути, но в то же время были достаточно высокими веса пассажирских поездов. Из-за этого поезда часто приходилось водить двойной тягой паровозами серии Ж.
На новом паровозе была применена такая же паровая машина, как и на паровозах серии К, а паровые котлы — как на опытных паровозах серии Чн. С 1909 по 1911 гг. завод выпустил 19 локомотивов, которые получили первоначальное обозначение серии Дп и номера 71—89. В 1912 году обозначение серии сменили на И, номера же остались без изменений. Через год-два эксплуатации этих паровозов выяснилась неудовлетворительная работа паровых котлов (особенно пароперегревателя), поэтому паровозы подверглись переделке, в ходе которой были увеличены испаряющая поверхность котла и колосниковая решётка, при одновременном сокращении площади пароперегревателя.
Паровозы серии И показывали достаточно удовлетворительный расход топлива и хорошо вписывались в кривые. Они работали только на Московско-Казанской железной дороге, а после её разделения остались на Казанской железной дороге. В начале 1950-х началось массовое исключение паровозов из инвентаря и в 1955 году был списан последний паровоз серии — И-79.